# Hipertensión portal

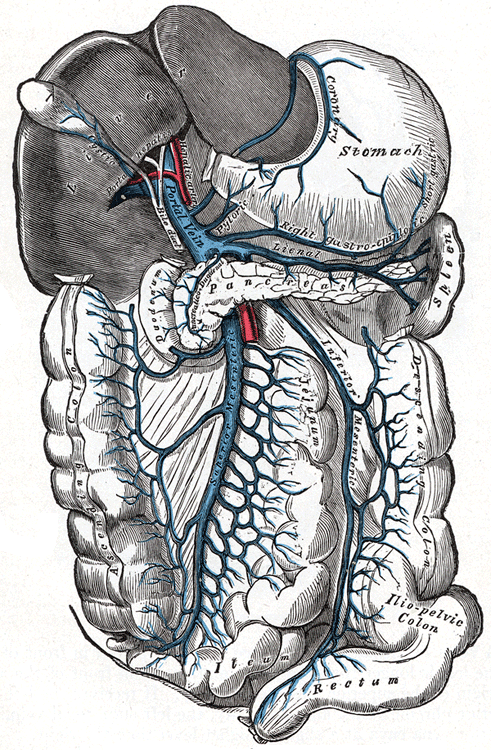
Sistema portal

La hipertensión portal es un término médico asignado a una elevada presión en el sistema venoso portal, formado por la vena porta, a su vez formada por las venas mesentéricas superior e inferior y la vena esplénica. 
Esta enfermedad se define como el incremento de la presión hidrostática en el sistema venoso portal. 
Esto hace que el gradiente de presión entre la vena porta y la vena cava se eleve por encima del rango normal (2-6 mmHg). Valores de este gradiente por encima de 12 mmHg definen una hipertensión portal intensa. 
El aumento de la presión ocasiona la formación de circulación colateral, que deriva parte del flujo sanguíneo portal a la circulación sistemática sin pasar por el hígado.
La trascendencia de este síndrome viene determinada por sus graves consecuencias: hemorragia digestiva, ascitis, encefalopatía hepática, trastornos en el metabolismo, etc.

## Circulación hepática y sistema venoso portal
El hígado tiene un doble sistema de aporte de sangre, la vena porta y la arteria hepática. La sangre procedente de ambos sistemas se mezcla y es recogida por la vena cava inferior. 
La arteria hepática aporta el 30 % del flujo sanguíneo hepático y el 50 % del oxígeno utilizable por el hígado, el resto lo suministra la vena porta. La vena porta conduce al hígado toda la sangre procedente del bazo, páncreas, estómago, duodeno, intestino y mesenterio. Al llegar al hígado la vena porta se divide en dos ramas, que van a ramificarse en los lóbulos hepáticos.
La sangre portal se distribuye por el territorio capilar hepático (sinusoides) donde se mezcla con la sangre procedente de la arteria hepática. 
En un individuo normal, la vena porta conduce al hígado toda la sangre que ha irrigado los órganos esplácnicos.
Cuando existe hipertensión portal, una proporción del flujo portal no llega al hígado, puesto que es derivado a través de una extensa red de colaterales, y el aumento de la presión promueve la formación de esta circulación colateral.

## Consecuencias de la hipertensión portal
Las consecuencias de la hipertensión portal son causadas al ser forzada la circulación de la sangre por rutas alternativas por razón de la aumentada resistencia en el sistema portal. Estas consecuencias incluyen:
- Varices esofágicas y hemorragia digestiva: las varices esofágicas son las colaterales más relevantes, puesto que la hemorragia digestiva por rotura de varices esofágicas es la principal complicación de la hipertensión portal.
- Ascitis: cuando la hipertensión portal es intra o posthepático.
- Derivación portosistemática: La disminución de la cantidad de sangre portal que perfunde el hígado puede dar lugar a atrofia hepática.
- Alteraciones de la hemodinámica sistémica: la hipertensión portal avanzada se asocia a este trastorno que consiste en un aumento del gasto cardíaco y una disminución de la tensión arterial. Estas alteraciones son responsables de manifestaciones como el pulso saltón, la piel caliente y la taquicardia.
- Esplenomegalia e hiperesplenismo: La formación de colaterales se efectúa también por la pared anterior del abdomen, dando lugar a venas subcutáneas dilatadas.
- Circulación colateral abdominal: la formación de colaterales se efectúa también por la pared anterior al abdomen, dando lugar a venas subcutáneas dilatadas.
- Encefalopatía hepática.
- Riesgo aumentado de infecciones, particularmente la peritonitis bacteriana espontánea.
- Riesgo aumentado de síndrome hepatorrenal.
- Esplenomegalia, agrandamiento del bazo con el consecuente secuestro de glóbulos rojos, glóbulos blancos y plaquetas, lo que conlleva a una pancitopenia.
- Shunting portosistémico: varices esofágicas, hemorroides y repermeabilización de la vena umbilical mostrando un alto riesgo de hemorragias fulminantes.

## Principales causas de la hipertensión portal
La hipertensión portal puede ser, según a que nivel reside su origen, presinusoidal, sinusoidal o postsinusoidal, y sus causas se pueden clasificar en función de ello.
- Hipertensión portal secundaria a cirrosis hepática: es sinusoidal. Debe sospecharse en pacientes con varices gástricas prominentes y estigmas de hepatopatía que presentan colaterales hepatopetales gástricas.
- Hipertensión portal presinusoidal intrahepática: originada por enfermedades hepáticas que afectan las ramificaciones intrahepáticas de la vena porta. Esta lesión la constituye la esquistosomiasis, enfermedad prácticamente desconocida en Europa, pero muy frecuente en África y Sudamérica.
- La hipertensión portal postinusoidal es menos frecuente, y un ejemplo de ello es el síndrome de Budd-Chiari, cuyo origen reside en una trombosis de las venas suprahepáticas.

## Tratamiento
- El tratamiento médico incluye la terapia con beta bloqueantes no selectivos —propranolol o nadolol— en especial si ha empezado a aparecer sangramiento de varices esofágicas. La adición de nitrato, tal como mononitrato de isosorbido, al beta bloqueante resulta más efectivo en estos casos avanzados. En las complicaciones severas o agudas de la hipertensión, tales como el sangrado de las várices esofágicas, se puede disminuir la presión portal con octreotida intravenosa —un análogo de la somatostatina— o terlipresina intravenosa —un análogo de la hormona antidiurética—.[1]

- Esclerosis endoscópica de las varices esofágicas: consiste en la inyección intravaricial o paravaricial de substancias irritantes(etanolamina, polidocanol, morruato de sodio) que provocan reacción inflamatoria intensa que lleva a la esclerosis, obliteración y finalmente a la desaparición de las varices; se realiza en intervalos de 1-4 semanas. Es una técnica de indudable eficacia.
- Cirugía electiva.